# Пистолет Шварцлозе образца 1908 года
Пистолет Шварцлозе образца 1908 года — самозарядный пистолет, разработанный немецким конструктором Андреасом Вильгельмом Шварцлозе, выпущенный в 1908 году в Германской империи и производившийся до 1911 года.

## Описание конструкции
Андреас Шварцлозе в 1908 году выпустил пистолет модели 1908. Вместо обычного отката затвора в этом пистолете используется движение ствола вперёд при неподвижном затворе. Казённая часть и рамка представляют одно целое, а ствол скользит по направляющим за счёт энергии проходящей по его нарезке пули; пустая гильза остаётся в экстракторе, который механически выбрасывает её. При движении вперёд ствол сжимает мощную возвратную пружину, которая после максимального отхода ствола вперёд возвращает его назад. По пути ствол захватывает следующий патрон из магазина и взводит курок.
Рычаг впереди рукоятки — это предохранитель. Пистолет имеет автоматический предохранитель, который выключается с помощью кнопки, расположенной в основании спусковой скобы. С левой стороны рукоятки есть выступ, который при необходимости позволяет блокировать предохранитель.